# Aptitude à subir son procès
Dans le droit pénal de certains pays, l'aptitude à subir son procès (ou aptitude à comparaître) est une condition pour engager une procédure pénale contre un prévenu, le législateur voulant éviter que l'on engage des poursuites contre des individus qui n'ont pas les capacités mentales d'assumer leur défense, de comprendre ce dont ils sont accusés ou de communiquer avec leur avocat.

## Droit par pays

### Canada
L'article 2 du Code criminel  définit ainsi l'inaptitude à subir son procès : 

« Inaptitude à subir son procès
Incapacité de l’accusé en raison de troubles mentaux d’assumer sa défense, ou de donner des instructions à un avocat à cet effet, à toute étape des procédures, avant que le verdict ne soit rendu, et plus particulièrement incapacité de :
a) comprendre la nature ou l’objet des poursuites;
b) comprendre les conséquences éventuelles des poursuites;
c) communiquer avec son avocat. (unfit to stand trial) »

D'après Aide juridique Ontario, « si le juge a des motifs raisonnables de croire que l’un ou l’autre des énoncés ci-dessus ou que les trois énoncés sont vrais, il ordonnera vraisemblablement que l’accusé subisse une évaluation de l’aptitude ».

### États-Unis
Dans le système de justice pénale des États-Unis, une évaluation des compétences est une évaluation de la capacité d'un accusé à comprendre et à participer rationnellement à un processus judiciaire. Ce critère a été établi la Cour suprême des États-Unis pour évaluer la compétence d'un accusé à aller à procès.
Dans une décision ultérieure, la Cour a estimé que tout prisonnier passible de la peine de mort doit être évalué comme apte à être exécuté, ce qui signifie qu'il doit être capable de comprendre pourquoi il a reçu la peine de mort et l'effet que la peine aura. Dans d'autres décisions, la compétence a également été élargie pour inclure l'évaluation de la compétence de l'accusé à plaider coupable et de sa compétence à renoncer au droit à un avocat.

### France
Selon les auteurs Louan, Webanck et Senon, l'aptitude à comparaître est absente de la procédure pénale française; ils relèvent que « le Code pénal français prévoit le classement sans suite pour irresponsabilité pénale, le classement sans suite pour état mental déficient et la déclaration d'irresponsabilité pénale pour cause de trouble mental ».

### Royaume-Uni
En droit anglais et gallois, l'aptitude à plaider est la capacité d'un défendeur dans une procédure pénale à comprendre le déroulement de cette procédure. Le concept d'aptitude à plaider s'applique également dans le droit écossais,.